# Autoportrety
Autoportrety – trzeci album studyjny polskiej piosenkarki Sashy Strunin wydany 21 czerwca 2019 nakładem wytwórni Soliton. Wydawnictwo złożyło się na jazzowe kompozycje Gary’ego Guthmana do wierszy autorstwa Mirona Białoszewskiego.
Album spotkał się z pozytywnym odbiorem ze strony krytyków muzycznych.

## Lista utworów
Opracowano na podstawie materiału źródłowego.
| Nr | Tytuł utworu                  | Słowa              | Muzyka       | Długość |
| -- | ----------------------------- | ------------------ | ------------ | ------- |
| 1. | „A jak wrócę”                 | Miron Białoszewski | Gary Guthman | 5:24    |
| 2. | „Przechyły”                   | Białoszewski       | Guthman      | 8:02    |
| 3. | „Noce nieoddzielenia”         | Białoszewski       | Guthman      | 7:13    |
| 4. | „Sztuki piękne mojego pokoju” | Białoszewski       | Guthman      | 7:08    |
| 5. | „Jedno rano”                  | Białoszewski       | Guthman      | 7:06    |
| 6. | „Sen”                         | Białoszewski       | Guthman      | 8:32    |
| 7. | „O obrotach rzeczy”           | Białoszewski       | Guthman      | 5:17    |
| 8. | „Któregoś marca”              | Białoszewski       | Guthman      | 7:11    |
| 9. | „Autoportrety”                | Białoszewski       | Guthman      | 7:34    |
|    |                               |                    |              | 1:03:27 |

## Twórcy
Opracowano na podstawie materiału źródłowego.
- Sasha Strunin – wokal
- Filip Wojciechowski – fortepian, rhodes
- Paweł Pańta – gitara basowa, kontrabas
- Cezary Konrad – perkusja
- Gary Guthman – skrzydłówka